# Anton Francesco Grazzini
Anton Francesco Grazzini, także Antonfrancesco, zwany il Lasca (ur. 22 marca 1505 we Florencji, zm. 18 lutego 1584 tamże) – florencki pisarz i poeta.

## Biografia
Anton Francesco Grazzini urodził się we Florencji 22 marca 1505 roku. Ojciec Antona Grazzino był notariuszem, pełniącym w latach 1502–1512 urzędy publiczne. Anton Francesco tworzył w epoce Aleksandra Medyceusza. Głównym dziełem Grazziniego był zbiór dwudziestu dwóch nowel zatytułowany Cene z 1556 roku. Był autorem sześciu komedii oraz szeregu poezji. W 1547 napisał poemat heroikomiczny Guerra de' mostri. Wraz z innymi literatami Grazzini powołał do istnienia 1 listopada 1540 roku Accademia degli Umidi, grupę propagującą w kulturze i użyciu język włoski w opozycji do łaciny. W 1582 był współzałożycielem Akademia della Crusca. Grazzini zmarł 18 lutego 1584 we Florencji.